# Wola Skorzęcka
Wola Skorzęcka – wieś w Polsce położona w województwie wielkopolskim, w powiecie gnieźnieńskim, w gminie Gniezno.
Wieś duchowna Wola, własność arcybiskupstwa gnieźnieńskiego, pod koniec XVI wieku leżała w powiecie gnieźnieńskim województwa kaliskiego. W latach 1975–1998 miejscowość administracyjnie należała do województwa poznańskiego. Większość powierzchni jest pokryta polami uprawnymi.

## Demografia
Według Narodowego Spisu Powszechnego Ludności i Mieszkań z 2011 roku liczba ludności we wsi Wola Skorzęcka to 288 z czego 49,7% mieszkańców stanowią kobiety, a 50,3% ludności to mężczyźni. Miejscowość zamieszkuje 2,9% mieszkańców gminy. W latach 1998–2011 liczba mieszkańców wzrosła o 9,1%. Współczynnik feminizacji we wsi wynosi 99 i jest mniejszy od współczynnika feminizacji dla województwa wielkopolskiego oraz mniejszy od współczynnika dla całej Polski. 67,4% mieszkańców wsi Wola Skorzęcka jest w wieku produkcyjnym, 24,0% w wieku przedprodukcyjnym, a 8,7% mieszkańców jest w wieku poprodukcyjnym. Na 100 osób w wieku produkcyjnym przypada we wsi Wola Skorzęcka 48,5 osób w wieku nieprodukcyjnym. Ten wskaźnik obciążenia demograficznego jest więc znacznie mniejszy od wskaźnika dla województwa wielkopolskiego oraz znacznie mniejszy od wskaźnika obciążenia demograficznego dla całej Polski. Według danych archiwalnych pochodzących z Narodowego Spisu Powszechnego Ludności i Mieszkań w 2002 roku we wsi Wola Skorzęcka było 68 gospodarstw domowych. Wśród nich dominowały gospodarstwa zamieszkałe przez pięć lub więcej osób - takich gospodarstw było 25.